# Сокол (станция метро)
«Со́кол» — станция Замоскворецкой линии Московского метрополитена. Расположена под Ленинградским проспектом неподалёку от развязки с Волоколамским и Ленинградским шоссе. Вестибюли находятся на территории районов Сокол и Аэропорт Северного административного округа города Москвы. Открыта 11 сентября 1938 года в составе участка «Площадь Свердлова» (ныне «Театральная») — «Сокол» (вторая очередь строительства). Название получила по расположенному поблизости посёлку Сокол, который был построен в 1920-е годы.

## История
Район, в котором расположена станция, вошёл в состав Москвы только в 1917 году. Ранее это было крупное подмосковное село Всехсвятское, — бывший волостной центр. План строительства линии метро с конечной остановкой «Всехсвятское» появился ещё в 1933 году. Позднее он неоднократно корректировался. В рамках генерального плана реконструкции Москвы 1935 года предполагалось построить линию метро с конечными станциями «Аэропорт» и «Площадь Свердлова» (ныне «Театральная»). Однако в связи с тем, что депо 2-й очереди перенесли в район развилки Ленинградского и Волоколамского шоссе, на линии была запланирована ещё одна станция. Несмотря на то, что эта станция строилась в самом центре бывшего села Всехсвятского, она получила своё название от расположенного в полукилометре кооперативного посёлка «Сокол», созданного в 1920-х годах. Название станции, предложенное в первоначальном проекте, было неприемлемо с идеологической точки зрения. Изначально рассматривался проект сооружения надземной станции, но затем от него отказались.
Строительство метро «Сокол» осуществлялось открытым способом. Открытие станции с её восточным вестибюлем состоялось 11 сентября 1938 года. В результате ввода в эксплуатацию участка «Площадь Свердлова» — «Сокол» в Московском метрополитене стало 22 станции. В тот же день было открыто метродепо «Сокол», расположенное северо-северо-восточней развилки Ленинградского и Волоколамского шоссе. Изначально вестибюль станции находился в окружении малоэтажных сельских домов, городская застройка в данном районе в довоенные годы практически отсутствовала. Предполагалось, что в будущем он займёт центральное место курдонёра, образованного П-образной застройкой (этот проект не был реализован).
- Станция «Сокол» на почтовых марках СССР
- (1938 год)
- (1947 год)

21 декабря 1949 года был открыт западный вестибюль станции, расположенный на противоположной стороне Ленинградского проспекта рядом с Храмом Всех Святых во Всехсвятском. В 1952—1953 годах для улучшения обслуживания пассажиров от центрального мостика были построены дополнительные лестницы на платформу, что позволило существенно уменьшить нагрузку на центральные лестницы. Работы начались в августе 1952 года, первая часть сдана в эксплуатацию 7 ноября 1952 года, вторая часть — 5 января 1953 года.
Обследование 1954 года зафиксировало на станции «Сокол» самый большой пассажиропоток для Московского метрополитена — 124 тыс. человек в сутки (такой же как и на станции «Комсомольская»). Поэтому возникла необходимость сооружения ещё одного выхода. 28 апреля 1960 года был открыт дополнительный выход в подземный переход под Ленинградским проспектом. К 1960 году станция находилась на первом месте по пассажиропотоку — 158,3 тыс. пассажиров в сутки.
В декабре 1961 года на станции метро «Сокол» впервые в Московском метрополитене была испытана система оборота состава без участия локомотивных бригад. Станция метро «Сокол» перестала быть конечной 31 декабря 1964 года, когда Замоскворецкая линия была продлена до станции «Речной вокзал». В 1992 году был предложен проект смены названия станции на «Всехсвятское», однако он не был осуществлён. В 1992 году после обрушения нескольких ступеней одной из дополнительных лестниц, они были закрыты из-за плохого технического состояния. К 1994 году лестницы полностью демонтированы, и станция приобрела первоначальный вид. В декабре 2002 года в восточном вестибюле был построен вход в торговый центр «Метромаркет».
В конце мая 2008 года в связи со строительством Волоколамского тоннеля в рамках проекта «Большая Ленинградка» был закрыт западный вестибюль станции (к тому времени подземный переход под Ленинградским проспектом тоже был закрыт). Вплотную к восточному вестибюлю была пристроена временная касса для продажи билетов. Для пассажиров был построен временный пешеходный мост через Ленинградский проспект. Однако в часы пик на этом мосту скапливалось огромное количество людей, что приводило к раскачиванию конструкции. В связи с этим через три дня западный вестибюль был открыт вновь, до строительства дополнительного моста. 31 декабря 2008 года был вновь открыт пешеходный переход под Ленинградским проспектом. 12 января 2009 года западный вестибюль был повторно закрыт.
30 декабря 2010 года западный вестибюль метро «Сокол» открылся после реконструкции. По заявлению пресс-службы Московского метрополитена была проведена реставрация с сохранением первоначального облика. Было заменено гранитное покрытие пола и ступеней, стены облицованы бежевой плиткой. К тому же были установлены новые входные двери и турникеты.
В генеральном плане Москвы, принятом в 2010 году, предусматривалось строительство в срединной части города до 2025 года Большого кольца Московского метрополитена. Согласно проекту, пересадку с кольца на Замоскворецкую линию предполагалось осуществлять через станцию метро «Сокол». Позднее проекты строительства Большого кольца и Третьего пересадочного контура были объединены. В окончательном варианте пересадка с Большой кольцевой на Замоскворецкую линию осуществляется через станцию метро «Динамо».
В 2016 году был отреставрирован восточный вестибюль станции метро «Сокол».

## Архитектура и оформление
Станция построена по индивидуальному проекту, её конструкция нетипична для Московского метрополитена. Тип конструкции — колонная двухпролётная мелкого заложения (глубина заложения — 10 метров). Станционный зал представляет собой два параллельных свода, опирающихся на боковые стены и на средний ряд опор. Расстояние между колоннами — 7,4 метра. Пролёты между опорами прорезаны вертикальными цилиндрами, верх которых завершается куполами с нишами. Эти купола служат рефлекторами для источников освещения, скрытых от глаз наблюдателя кусками агамзалинского оникса. Таким образом достигается равномерное освещение станции (позднее для дополнительного освещения на колоннах были установлены прожекторы, направленные под купола). Нижние части колонн облицованы биробиджанским мрамором и окружены скамейками. Плоские участки боковых стен также облицованы мрамором. Все кривые поверхности станционного зала отштукатурены. Пол выстлан серым и розовым гранитом. Станционный зал делится на две равные части поперечным мостиком, который сообщается с платформой двумя широкими лестницами. Первоначально на парапетах лестниц были установлены светильники в виде торшеров, до настоящего времени эти светильники не сохранились. На колоннах станции были установлены часы напротив схода с лестниц, эти часы также не сохранились. Мост соединяется двумя проходами с вестибюлями станции. Стены проходов и вестибюлей выстланы керамической плиткой и мозаикой из разноцветного мрамора.
Путевые стены станции украшены четырьмя огромными панно из белого мрамора. По первоначальному плану было задумано, что на них будут записаны слова из сталинской Конституции о правах советского гражданина: «Право на труд», «Право на образование», «Право на отдых», «Право на обеспеченную старость». Планы не были воплощены.
Восточный вестибюль выполнен в виде полукольца с раздельными входом и выходом на торцах. От них лестницы спускаются в подземный кассовый зал. Фасад вестибюля облицован подмосковным известняком. На площадке в центре полукольца установлен небольшой фонтан из полированного гранита. В стенах павильона — широкие оконные проёмы. На гранитной стене в кассовом зале восточного вестибюля имеется памятная надпись: «Метрополитен имени В. И. Ленина. Станция Сокол». Надпись выполнена путём выдалбливания литер в граните. Если присмотреться, то можно увидеть следы от более старой надписи: «Метрополитен имени Л. М. Кагановича…».
Западный вестибюль был построен спустя 11 лет после открытия станции. Он также имеет раздельный вход и выход с лестницами, сходящимися в кассовом зале. Но, в отличие от восточного вестибюля, он имеет П-образную форму. В центре кассового зала находится массивная колонна. В 2000-х годах в центральной части западного вестибюля был построен магазин (снесён в 2016 году).
Станция метро «Сокол» частично приспособлена для маломобильных людей. Лестница западного вестибюля оборудована колясочным спуском и контрастными полосами для слабовидящих. Тем не менее, лестница, ведущая на платформу, подобных приспособлений не имеет. Лифты и эскалаторы на станции отсутствуют. Лестница, ведущая с платформы к выходу в подземный переход под Ленинградским проспектом, оборудована полозьями для колясок и хозяйственных сумок-тележек.
Архитекторы станции и восточного вестибюля — Ю. Н. Яковлев и К. Н. Яковлев; архитекторы западного вестибюля — В. М. Лисицин и В. М. Андреев. Инженеры-конструкторы: Н. И. Кабанов и Н. И. Ушаков. Строительство станции выполнила Дистанция № 2 Мосметростроя (руководитель С. Соколин). Станция метро «Сокол» является выявленным объектом культурного наследия.
- Восточный вестибюль (2010)
- Восточный кассовый зал (2010)
- Памятная надпись и вход в «Метромаркет» (2010)
- Западный вестибюль (2010)
- Западный кассовый зал (2010)
- Лестница на перрон (1947)
- Реконструкция прохода к западному вестибюлю (2010)
- Колонны (2010)
- Колонны (1938)
- Станция (1938)

## Путевое развитие
За станцией от главных путей ответвляются соединительные ветви в депо «Сокол», обслуживающее Замоскворецкую линию. Они используются для следования поездов в депо и из депо, для оборота и отстоя составов.
Особенность путевого развития: главный станционный путь в сторону «Войковской» после станции идёт не прямо, а вправо по отклонению. Прямо ведёт ветка в электродепо «Сокол». Это связано с тем, что ширина станции не позволяет разместить служебные пути таким образом, чтобы обеспечить прямое расположение главного пути в сторону Войковской.
Такая особенность является редкостью для Московского метрополитена. Подобное расположение путей имеется также на станциях «Сокольники», «Партизанская»
и «Выхино».

## Расположение
Станция метро «Сокол» Замоскворецкой линии расположена между станциями «Аэропорт» и «Войковская». Наземные вестибюли станции находятся по обеим сторонам Ленинградского проспекта неподалёку от развязки с Волоколамским и Ленинградским шоссе. Адрес западного вестибюля: Ленинградский проспект, дом 73; адрес восточного вестибюля: Ленинградский проспект, дом 74. Расстояние до центра Москвы — 8,4 километра.

## Наземный общественный транспорт
На этой станции можно пересесть на следующие маршруты городского пассажирского транспорта:
- Автобусы: м1, е30, е30к, 26, 100, 110, 132, 175, 291, 322, 356, 403, 412, 597, 905, т19, т59, т59к, т70, т86, н1, н12
- Трамваи: 6, 15, 23, 28

## Достопримечательности
- Храм Всех Святых во Всехсвятском расположен за западным вестибюлем станции. Он был построен в 1733—1736 годах по инициативе имеретинской царевны Дарьи Арчиловны, которой в тот момент принадлежало село Всехсвятское. На кладбище при церкви сохранилась могила князя Ивана Александровича Багратиона, отца полководца Петра Ивановича Багратиона[6]. Храм имеет статус патриаршего подворья; его приход — один из самых больших в Москве[33]. Храм построен в стиле барокко и является памятником архитектуры федерального значения[34].

- Мемориально-парковый комплекс героев Первой мировой войны расположен в 300 метрах к югу от западного вестибюля. Ранее там находилось Московское городское Братское кладбище для жертв Первой мировой войны, открытое в 1915 году. В советское время кладбище было ликвидировано, а на его месте разбит парк. В последние десятилетия в парке появился ряд мемориалов и построена часовня в память о погибших[35]. На сегодняшний день это один из немногих в СНГ памятников Первой мировой войны. Территория парка является объектом культурного наследия регионального значения[36].

- Посёлок «Сокол», от которого станция получила своё название, находится примерно в 500 метрах к западу от метро. Он был основан в начале 20-х годов прошлого века. В его строительстве участвовали знаменитые архитекторы Н. В. Марковников, братья Веснины, И. И. Кондаков и А. В. Щусев[37]. Несмотря на то, что посёлок неоднократно находился под угрозой сноса, многие его постройки сохранились до сих пор. Комплекс зданий посёлка является памятником архитектуры регионального значения[38].

## Станция в цифрах
- Код станции — 038[5].
- Глубина заложения — 10 метров[10].
- Длина платформы — 162 метра[27].
- Ширина платформы — 8 метров[27].
- Высота сводов — 4,5 метра[27].
- Пикет ПК83+76[39].
- Станция «Сокол» входит в число самых жарких станций московского метро[40]. 28 июля 2010 года при температуре в Москве 36°C на станции была зафиксирована температура воздуха 33,5 °C[41].
- По данным 1999 года суточный пассажиропоток станции составлял 82 310 человек[42]. Согласно статистическому исследованию 2002 года, пассажиропоток станции составлял: по входу — 95 800 человек, по выходу — 77 200 человек[43].
- Время открытия станции для входа пассажиров — 5 часов 20 минут, время закрытия — 1 час ночи[5].
- Как и всю Замоскворецкую линию, станцию «Сокол» обслуживают восьмивагонные составы из вагонов типа 81-717/714 и 81-717.5/714.5[9].
- Таблица времени прохождения первого поезда через станцию[44]:

| По чётным числам               | Будние дни | Выходные дни |
| По нечётным числам             | Будние дни | Выходные дни |
| В сторону станции «Войковская» | 05:54:00   | 05:53:00     |
| В сторону станции «Войковская» | 05:55:00   | 05:55:00     |
| В сторону станции «Аэропорт»   | 05:28:00   | 05:28:00     |
| В сторону станции «Аэропорт»   | 05:28:00   | 05:28:00     |

## Дополнительные факты
Во время Великой Отечественной войны станция «Сокол» служила бомбоубежищем, как и другие станции московского метро. Так описал станцию в своём дневнике один из москвичей, находившихся там во время налёта немецкой авиации в августе 1941 года:
Внизу в четыре ряда на полу лежат люди, больше женщины и дети. Лежат они в определённом порядке. Каждая семья имеет свой участок. Стелят газеты, потом одеяла и подушки. Дети спят, а взрослые развлекаются по-разному. Пьют чай, даже с вареньем. Ходят друг к другу в гости. Тихо беседуют. Играют в домино... Многие читают книгу, вяжут... По обе стороны тоннеля стоят поезда, где на диванах спят маленькие дети

## Городские легенды
Станция метро «Сокол» хорошо известна среди любителей городских легенд как одно из «нехороших мест» Москвы. Неподалёку от неё находилось Братское кладбище для жертв Первой мировой войны, где во времена красного террора проводились массовые расстрелы. Работники станции и машинисты поездов рассказывали, что они периодически ощущают чьё-то потустороннее присутствие. А некоторые утверждали, что видели на станции призраков. Дурная репутация станции нашла своё отражение в фольклоре. С советских времён известна частушка: «У метро у Сокола дочка мать укокала».
В непосредственной близости от станции «Сокол» в конце 1963 года орудовал один из первых советских серийных убийц Владимир Ионесян по прозвищу «Мосгаз» и совершил здесь два преступления.

## Происшествия
Станция метро «Сокол» периодически упоминается в сводках происшествий по городу Москве. Известно несколько случаев падения людей под поезд. Некоторые из них закончились летальным исходом.
Широкое освещение в прессе получил случай, произошедший 19 марта 2006 года, когда в тоннель между станциями «Сокол» и «Войковская» провалилась бетонная свая и повредила один из вагонов проезжавшего поезда. Это произошло по вине строителей, которые устанавливали рекламную конструкцию прямо над тоннелем метро, предварительно не согласовав проведение работ со столичной администрацией. По счастливой случайности никто из пассажиров поезда не пострадал.

## Упоминания в художественной литературе
Станция метро «Сокол» фигурирует в постапокалиптическом романе Дмитрия Глуховского «Метро 2033». Согласно книге, после ядерной войны на станции была построена животноводческая ферма.
Также станция упоминается в романе Сергея Лукьяненко «Ночной дозор». Рядом со станцией находится главный офис организации Светлых.
Также станция упоминается у В.Высоцкого:
Да нет, живу не возле «Сокола»…

## В кино
На станции происходит встреча главных героев в фильме «Сверстницы». Показаны часы, которые были установлены на одной из колонн станции, напротив схода с лестницы (в настоящее время эти часы не сохранились).